# Lista de cidades de Ontário

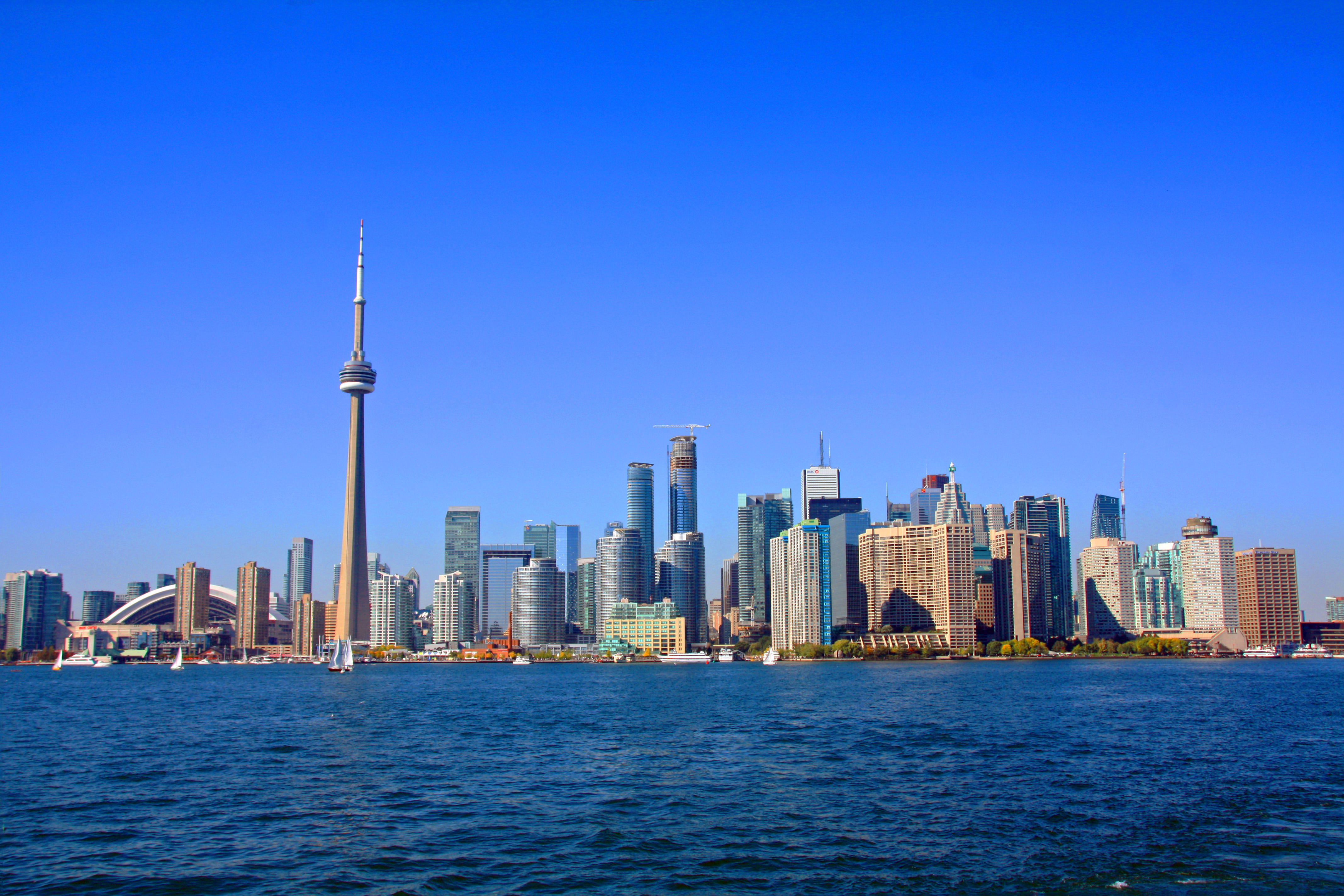
Toronto, com uma população de 2,7 milhões de habitantes, é a capital e maior cidade de Ontário e também a maior cidade do Canadá.

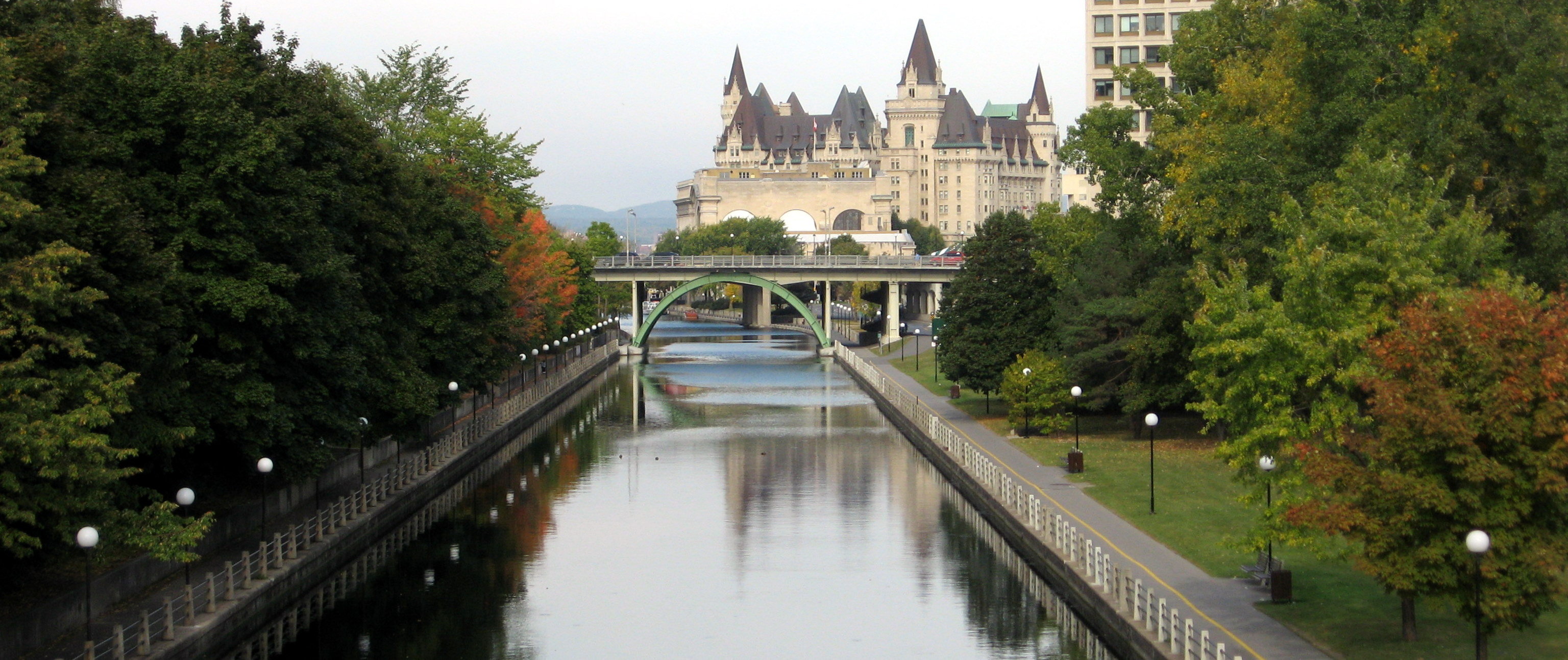
Ottawa, com 934 mil habitantes, é a segunda maior cidade de Ontário, e também a capital e quarta maior cidade do Canadá.

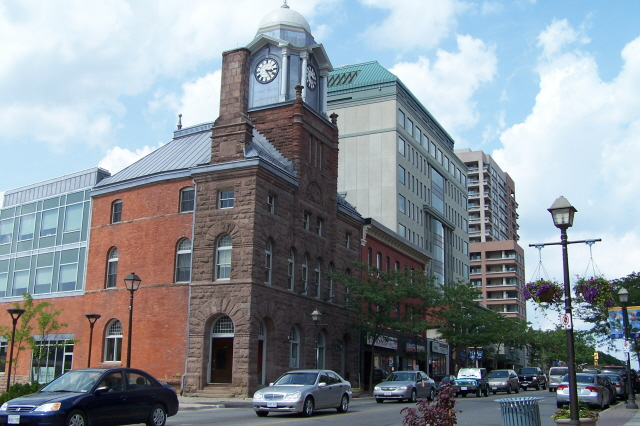
Brampton, quarta maior cidade de Ontário e nona maior cidade do Canadá. Sua população é de 593,6 mil habitantes.

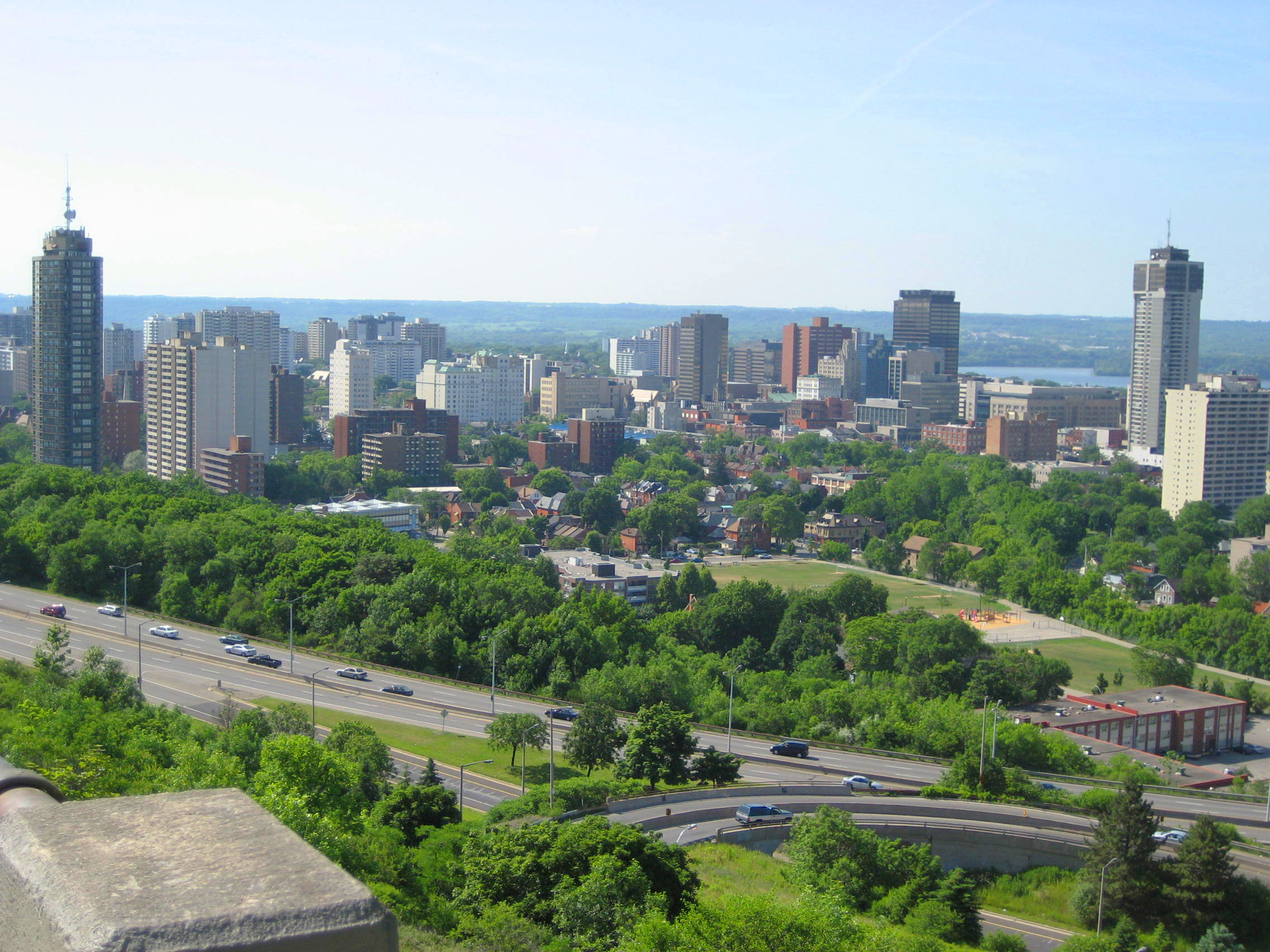
Hamilton, quinta maior cidade de Ontário e a décima maior do Canadá. População: 536,9 mil habitantes.

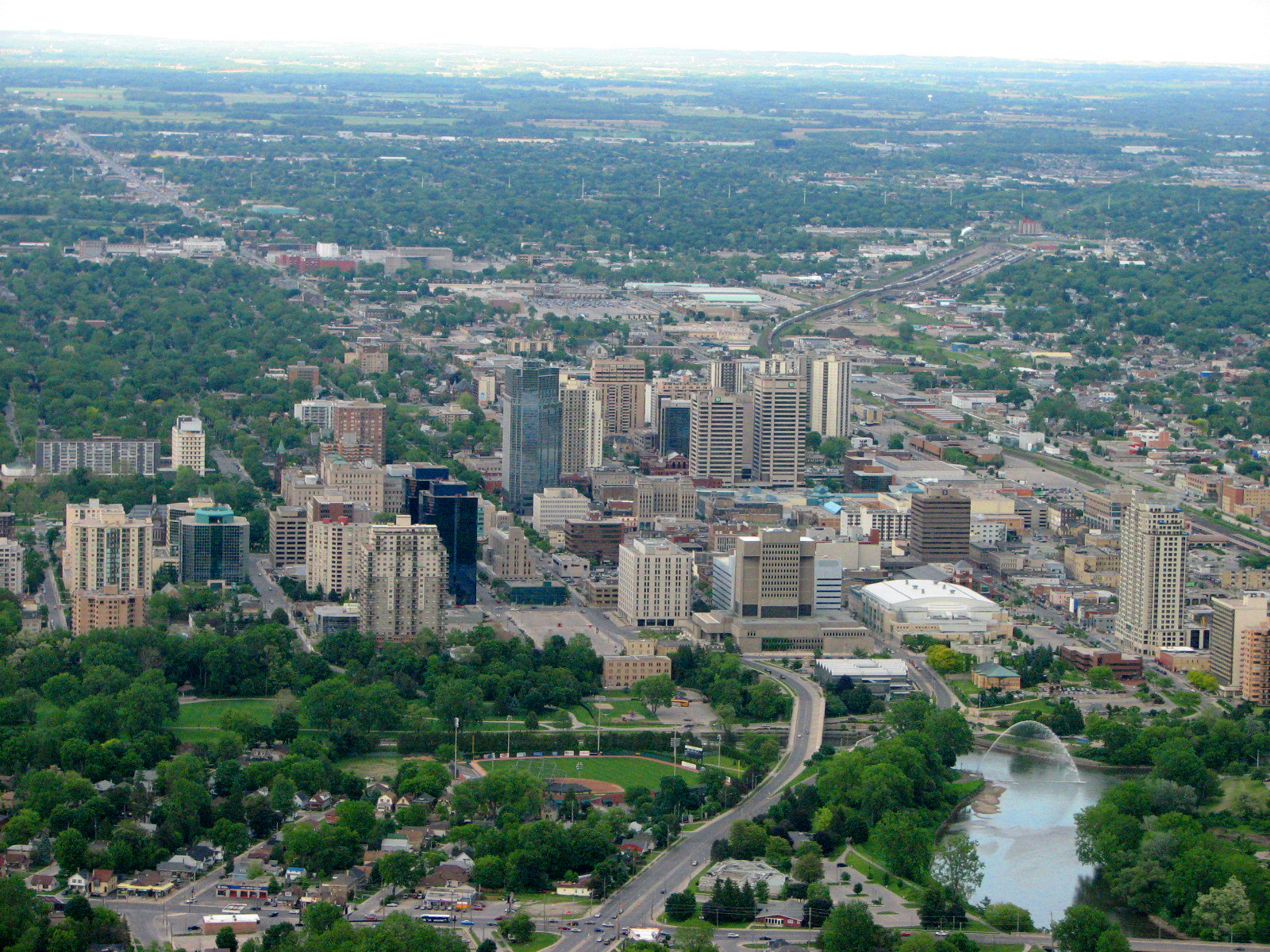
London, sexta maior cidade de Ontário. População de 383 mil habitantes.

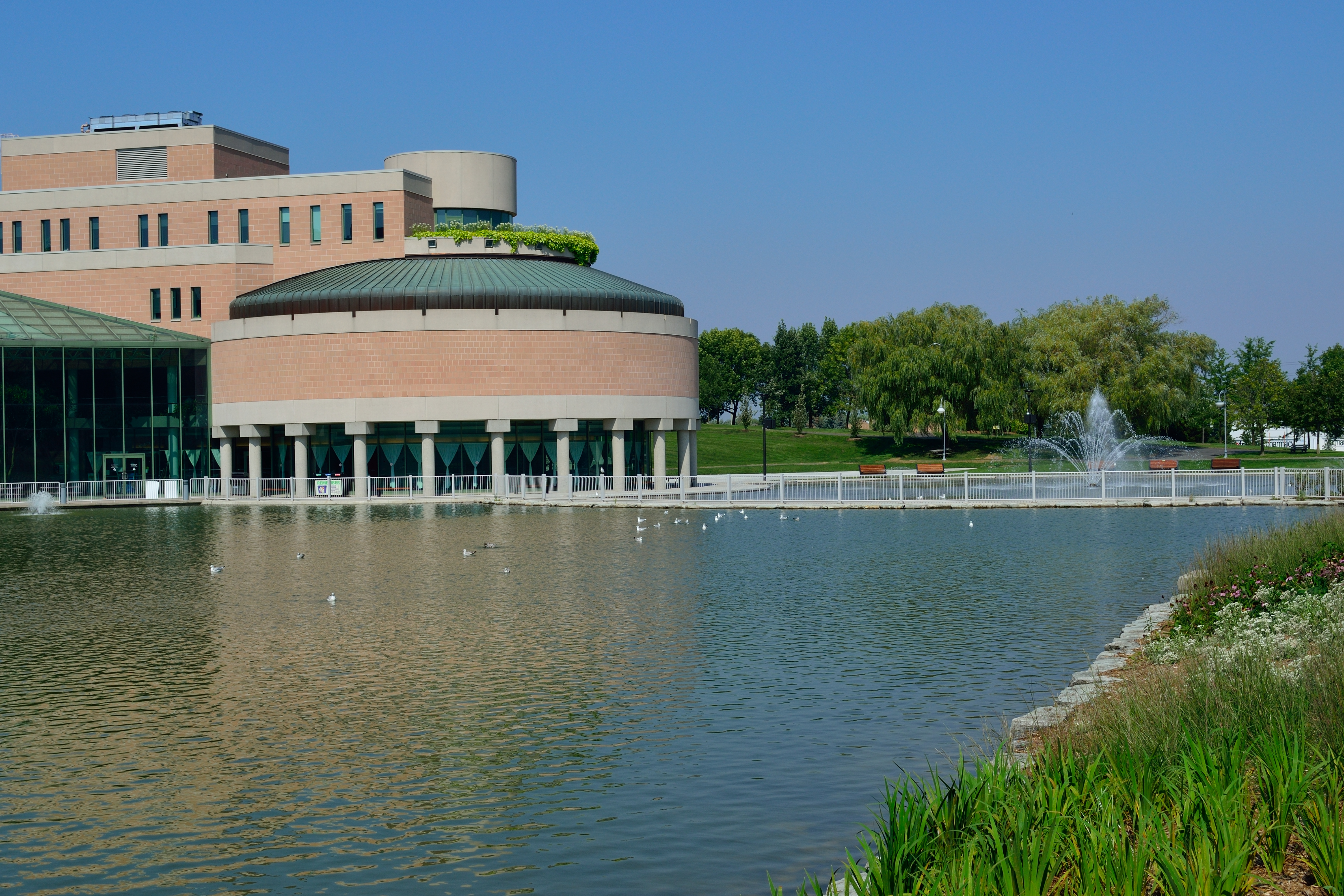
Markham, sétima maior cidade de Ontário.

Uma cidade é uma classificação de municípios utilizada na província canadense de Ontário.
Ontário tem 51 cidades que tiveram uma população cumulativa de 9.705.157 habitantes e uma população média de 190.297 no censo de 2016. As maiores e menores cidades de Ontário são Toronto e Dryden, com populações de 2.731.571 e 7.749 respectivamente.
A cidade a mais nova de Ontário é Markham, que obteve a classificação de cidade em 1º de julho de 2012.

## História
Sob a antiga Lei Municipal de 1990, uma cidade era tanto um município urbano quanto um município local. De acordo com essa legislação anterior, a Junta Municipal poderia mudar o status de uma aldeia ou vila para cidade, após a análise de um requerimento da aldeia ou vila, se a localidade tivesse uma população de 15.000 habitantes ou mais. O Conselho Municipal também poderia incorporar um município com a categoria de cidade sob as mesmas condições, com a exceção de que os requisitos da população eram de 25.000 ou mais. No caso de um pedido ter sido recebido de uma aldeia, vila ou município localizado dentro de um condado, o pedido só poderia ter sido aprovado pela Junta Municipal se autorizado pelo Ministro de Assuntos Municipais.
Na transição para a Lei Municipal de 2001, esses requisitos foram abandonados e, em 31 de dezembro de 2002, todas as cidades que:
- existiam e faziam parte de um condado, de um município regional ou distrital ou faziam parte do condado de Oxford, tornaram-se um município de nível inferior, mas mantiveram seu nome como cidade
- existiam e não faziam parte de um condado, nem de um município regional ou distrital ou do condado de Oxford, tornaram-se um município de nível único, mas mantiveram seu nome como cidade.

A legislação atual também prevê que os municípios menores e de nível único tenham a autoridade de nomearem-se como "cidades", ou outros antigos tipos de status municipal, como "pequenas-cidades", "vilas", "pequenas-vilas", ou de forma genérica como "municípios".

## Lista
| Nome                 | Divisão do censo             | População (2016) | Área (km2) | Densidade populacional (hab./km²) |
| -------------------- | ---------------------------- | ---------------- | ---------- | --------------------------------- |
| Barrie               | Simcoe                       | 141,434          | 99.04      | 1,428.0                           |
| Belleville           | Hastings                     | 50,716           | 247.25     | 205.1                             |
| Brampton             | Peel                         | 593,638          | 266.36     | 2,228.7                           |
| Brant                | Brant                        | 36,707           | 843.25     | 43.5                              |
| Brantford            | Brant                        | 97,496           | 72.44      | 1,345.9                           |
| Brockville           | Leeds e Grenville            | 21,346           | 20.85      | 1,023.6                           |
| Burlington           | Halton                       | 183,314          | 185.66     | 987.3                             |
| Cambridge            | Waterloo                     | 129,920          | 113.01     | 1,149.6                           |
| Caledon              | Peel                         | 66,502           | 688        | 86.4                              |
| Clarence-Rockland    | Prescott e Russell           | 24,512           | 297.71     | 82.3                              |
| Cornwall             | Stormont, Dundas e Glengarry | 46,589           | 61.56      | 756.8                             |
| Dryden               | Kenora                       | 7,749            | 66.19      | 117.1                             |
| Elliot Lake          | Algoma                       | 10,741           | 714.65     | 15.0                              |
| Greater Sudbury      | Sudbury                      | 161,531          | 3,228.35   | 50.0                              |
| Guelph               | Wellington                   | 131,794          | 87.22      | 1,511.1                           |
| Haldimand County     | Haldimand                    | 45,608           | 1,251.54   | 36.4                              |
| Hamilton             | Hamilton                     | 536,917          | 1,117.29   | 480.6                             |
| Kawartha Lakes       | Kawartha Lakes               | 75,423           | 3,084.38   | 24.5                              |
| Kenora               | Kenora                       | 15,096           | 211.59     | 71.3                              |
| Kingston             | Frontenac                    | 123,798          | 451.19     | 274.4                             |
| Kitchener            | Waterloo                     | 233,222          | 136.77     | 1,705.2                           |
| London               | Middlesex                    | 383,822          | 420.35     | 913.1                             |
| Markham              | York                         | 328,966          | 212.35     | 1,549.2                           |
| Mississauga          | Peel                         | 721,599          | 292.43     | 2,467.6                           |
| Niagara Falls        | Niagara                      | 88,071           | 209.73     | 419.9                             |
| Norfolk County       | Norfolk                      | 64,044           | 1,607.55   | 39.8                              |
| North Bay            | Nipissing                    | 51,553           | 319.11     | 161.6                             |
| Orillia              | Simcoe                       | 31,166           | 28.58      | 1,090.3                           |
| Oshawa               | Durham                       | 159,458          | 145.64     | 1,094.9                           |
| Ottawa               | Ottawa                       | 934,243          | 2,790.30   | 334.8                             |
| Owen Sound           | Grey                         | 21,341           | 24.27      | 879.2                             |
| Pembroke             | Renfrew                      | 13,882           | 14.56      | 953.3                             |
| Peterborough         | Peterborough                 | 81,032           | 64.25      | 1,261.2                           |
| Pickering            | Durham                       | 91,771           | 231.55     | 396.3                             |
| Port Colborne        | Niagara                      | 18,306           | 121.96     | 150.1                             |
| Prince Edward County | Prince Edward                | 24,735           | 1,050.49   | 23.5                              |
| Quinte West          | Hastings                     | 43,577           | 494.02     | 88.2                              |
| Sarnia               | Lambton                      | 71,594           | 164.85     | 434.3                             |
| Sault Ste. Marie     | Algoma                       | 73,368           | 223.24     | 328.6                             |
| St. Catharines       | Niagara                      | 133,113          | 96.13      | 1,384.8                           |
| St. Thomas           | Elgin                        | 38,909           | 35.63      | 1,092.1                           |
| Stratford            | Perth                        | 31,465           | 28.28      | 1,112.5                           |
| Temiskaming Shores   | Timiskaming                  | 9,920            | 178.11     | 55.7                              |
| Thorold              | Niagara                      | 18,801           | 82.99      | 226.5                             |
| Thunder Bay          | Thunder Bay                  | 107,909          | 328.36     | 328.6                             |
| Timmins              | Cochrane                     | 41,788           | 2,978.83   | 14.0                              |
| Toronto              | Toronto                      | 2,731,571        | 630.20     | 4,334.4                           |
| Vaughan              | York                         | 306,233          | 273.56     | 1,119.4                           |
| Waterloo             | Waterloo                     | 104,986          | 64.02      | 1,639.8                           |
| Welland              | Niagara                      | 52,293           | 81.04      | 645.3                             |
| Windsor              | Essex                        | 217,188          | 146.38     | 1,483.8                           |
| Woodstock            | Oxford                       | 40,902           | 48.97      | 835.3                             |
| Total                | —                            | 9,705,157        | 25,944.03  | 792.05                            |